# Kitanagoya
Kitanagoya (dt. Nord-Nagoya; jap. 北名古屋市 Kita-Nagoya-shi) ist eine kreisfreie Stadt in der Präfektur Aichi auf Honshū, der Hauptinsel von Japan.

## Geographie
Kitanagoya liegt nördlich von Nagoya.

## Geschichte
Die Stadt Kitanagoya wurde am 20. März 2006 aus den ehemaligen Gemeinden Shikatsu (師勝町, -chō) und Nishiharu (西春町, -chō) des Landkreises Nishikasugai gegründet.

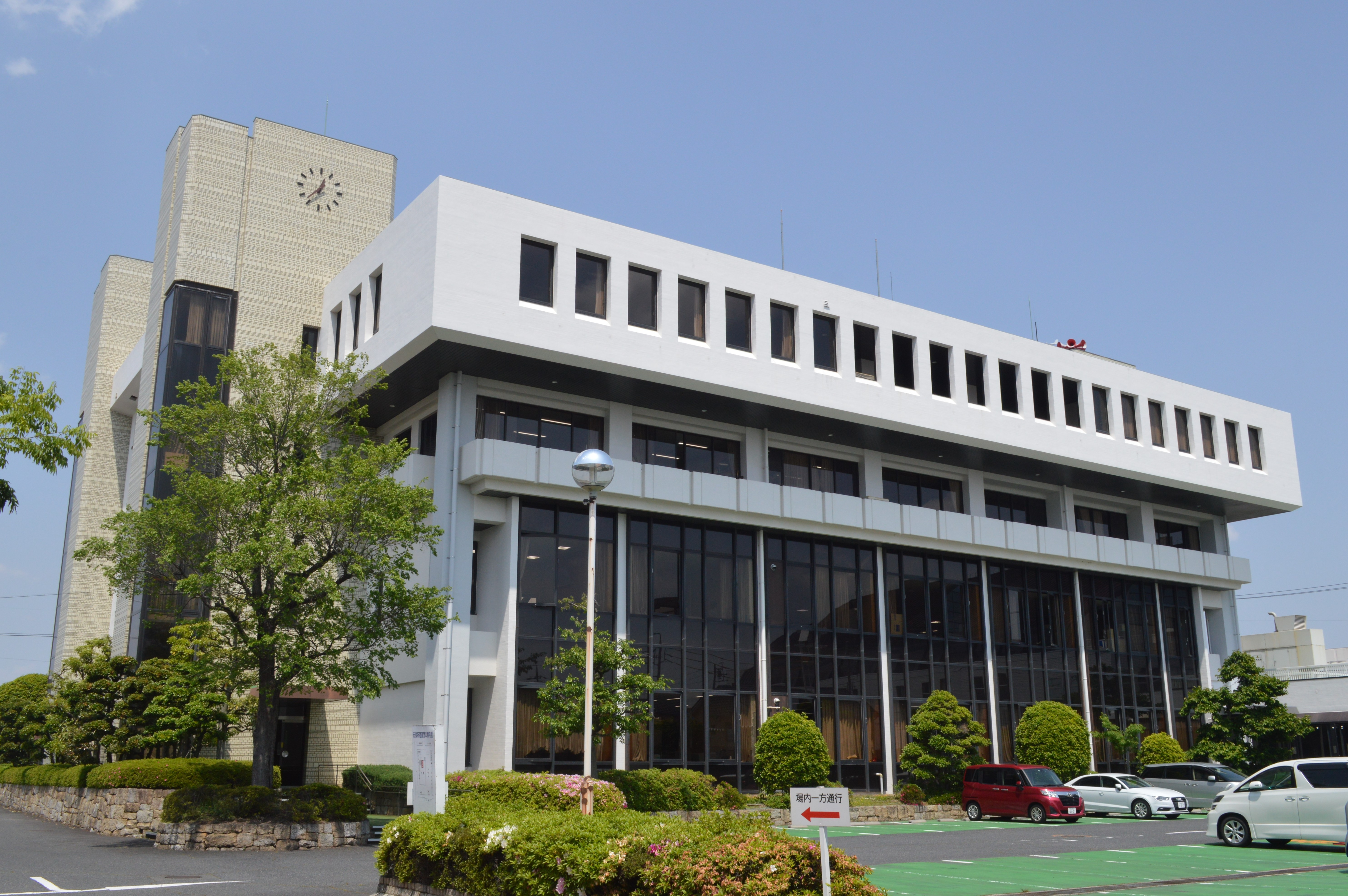
Rathaus

## Verkehr
- Zug:
  - Meitetsu Inuyama-Linie
- Straße:
  - Nationalstraße 22

## Söhne und Töchter der Stadt
- Ichirō Suzuki (* 1973), Baseballspieler

## Angrenzende Städte und Gemeinden
- Nagoya
- Ichinomiya
- Komaki
- Iwakura
- Kiyosu